# Tetrapyrgos subcinerea
Tetrapyrgos subcinerea är en svampart som först beskrevs av Berk. & Broome, och fick sitt nu gällande namn av E. Horak 1987. Tetrapyrgos subcinerea ingår i släktet Tetrapyrgos och familjen Marasmiaceae.   Inga underarter finns listade i Catalogue of Life.